# Герб комуни Свалев
Герб комуни Свалев (швед. Svalövs kommunvapen) — символ шведської адміністративно-територіальної одиниці місцевого самоврядування комуни Свалев. 

## Історія
Герб було розроблено для ландскомуни Свалев. Отримав королівське затвердження 1946 року.    
Після адміністративно-територіальної реформи, проведеної в Швеції на початку 1970-х років, муніципальні герби стали використовуватися лишень комунами. Цей герб був 1971 року перебраний для нової комуни Свалев.
Герб комуни офіційно зареєстровано 1974 року.

## Опис (блазон)
У зеленому полі золотий селянин засіває зерно.

## Зміст
Сюжет герба символізує вирощування та збут насіння для сільського господарства, що було започатковане з 1880-х років і зробило це поселення відомим.      